# آسیاب بلهدون
آسیاب بلهدون مربوط به سده‌های متاخر دوران‌های تاریخی پس از اسلام است و در شهرستان کهگیلویه، بخش چرام، دهستان چرام، روستای بلهدون واقع شده و این اثر در تاریخ ۷ خرداد ۱۳۸۷ با شمارهٔ ثبت ۲۲۹۶۸ به‌عنوان یکی از آثار ملی ایران به ثبت رسیده است.